# Magis Iglesias
Ángeles "Magis" Iglesias Bello (Vigo, 1956) es una periodista española especializada en información política y parlamentaria. En 2008 fue la primera mujer que asumió la presidencia de la Federación de Asociaciones de Periodistas de España.

## Biografía
Es licenciada en Ciencias de la Información por la Universidad Complutense de Madrid. Comenzó en el periodismo en La Voz de Galicia y Faro de Vigo, para el que fundó la delegación de La Coruña. Formó parte del primer equipo de redactores que en 1985 puso en marcha la Televisión de Galicia (TVG), donde hizo tareas de reportera, jefa de sección y coordinadora electoral. 
Ha sido redactora jefa de Política en la agencia de noticias Colpisa, vinculada a Vocento, donde se ocupó de la información parlamentaria. Desde 1988, cubrió numerosos acontecimientos referidos al PP y a sus líderes. Fue colaboradora en las tertulias de los programas Hoy por hoy de la Cadena Ser y Los desayunos de TVE. En 2004 publicó el libro donde relata el desarrollo de los acontecimientos que llevaron al presidente José María Aznar a designar a Mariano Rajoy como su sucesor. 

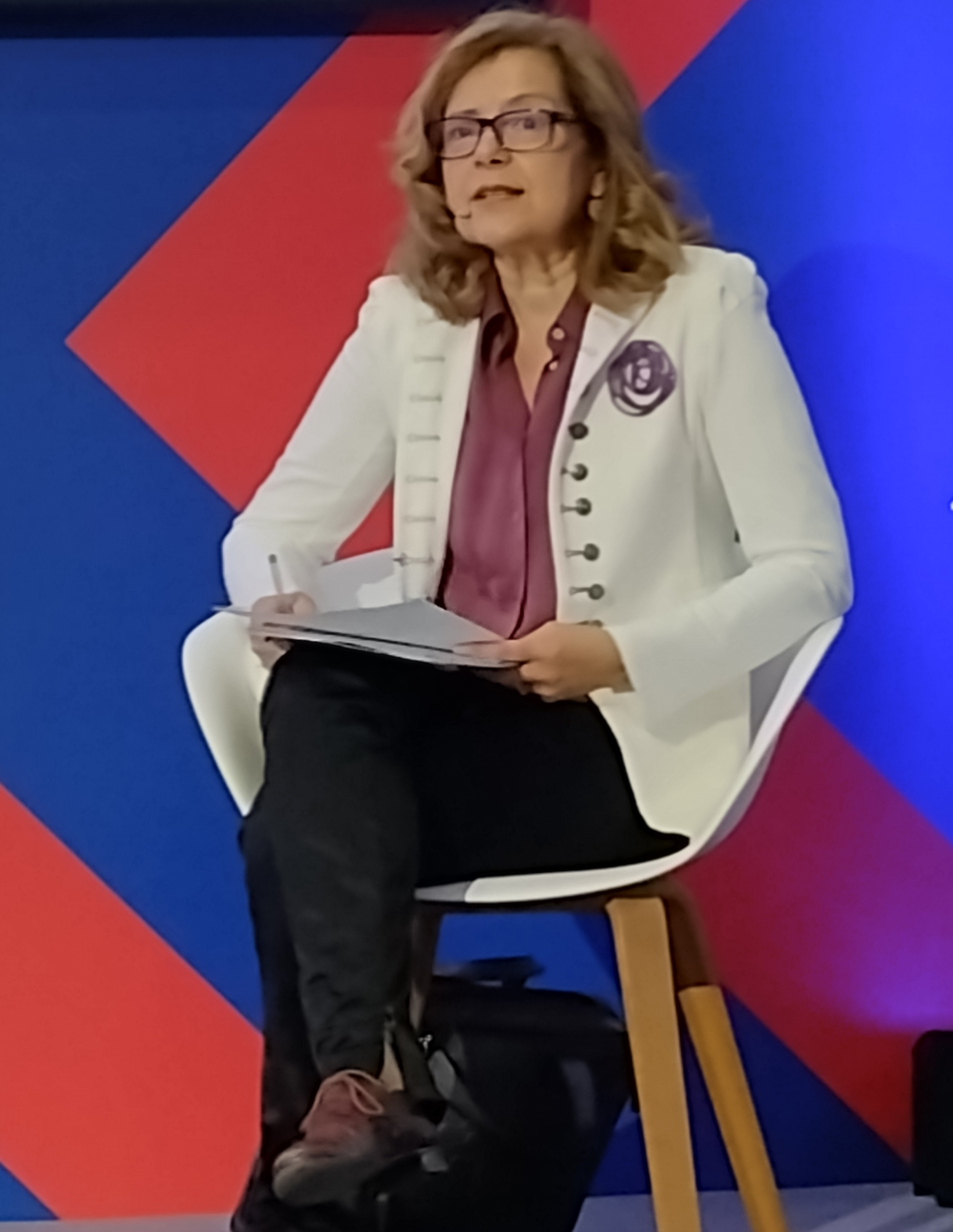
Magis Iglesias en Madrid Platform. Europa-América Latina, 2021

El 20 de septiembre de 2008 fue elegida presidenta de la Federación de Asociaciones de Periodistas de España, siendo la primera mujer en ocupar ese cargo, que desempeñó hasta el año 2010.Desde 2012 hasta noviembre de 2017 asumió la dirección de comunicación de Marca España. En la actualidad es profesora de estrategia de comunicación de la Escuela de Negocios NEXT.
En 2019 publicó Fuimos nosotras, sobre las primeras parlamentarias de la democracia.

## Publicaciones
- La Sucesión (2004) Editorial Temas de hoy
- Fuimos nosotras (2019) Editorial Debate